# وليام باوي (نحات)
وليام باوي (بالإنجليزية: William Bowie)‏ (1926-1994)؛ فنان نحت أمريكي في مدينة نيويورك. اشتهر بأعماله باستخدام مسامير الصلب الملحومة المصنوعة من الذهب. باعتباره أحد المعاصرين لهاري بيرتويا وكورتيس جيري وويليام وبروس فريدل، يمكن اعتبار باوي شخصية بارزة في هذا النوع من المنحوتات المعدنية الأمريكية في منتصف القرن.
ولد باوي في يونغزتاون، أوهايو، والتحق بكلية بيثاني وجامعة يونغزتاون. انتقل إلى مدينة نيويورك في عام 1954 وافتتح أول استوديو له في عام 1958 في 342 شرق شارع 56.
في البداية، كان يعمل بالفسيفساء والزجاج الملون، حيث كانت الفسيفساء مصنوعة من الجلود وإسفنج السليلوز المصبوغ. وفي عام 1958 تحول إلى الأعمال المعدنية. و في عام 1962، افتتح استوديوا ثانيًا باسم "استوديو النحت"، في 202 شرق الشارع 77.
فاز باوي بالعديد من الجوائز، بما في ذلك جائزة الشراء لعام 1965 من معرض النحت لمعهد بتلر للفنون الأمريكية في جامعة بوردو وجائزة الندوة 66 للتصميم الجيد تقديراً على الاستحقاق المتميز في الحرف اليدوية من الفنانيت الحرفيين في نيويورك. عرض باوي تمثالًا طوله 12 قدمًا في معرض نيويورك العالمي عام 1964. تلقى بووي العديد من اللجان من جامعي ومؤسسات، بما في ذلك جمعية التوفير، بنك نيويورك للادخار، فندق أمريكانا في ميامي، نادي بلاي بوي في نيو أورليانز، لوس أنجلوس، تيمبل بيث إل في سانت بطرسبرغ، فلوريدا، فندق سان خوان في بورتوريكو ونادي المركز في بالتيمور.
توفي باوي في 18 يناير 1994 في مدينة نيويورك.